# خيارزار (شبانكارة)
خيارزار (بالفارسية: خیارزار) هي قرية تقع في إيران في قسم شبانكارة الريفي. يقدر عدد سكانها بـ 408 نسمة بحسب إحصاء 2016.